# Dąbie (Lubusz)
Pour les articles homonymes, voir Dąbie.
Dąbie (prononciation : [ˈdɔmbjɛ]) est un village polonais de la gmina de Dąbie dans le powiat de Krosno Odrzańskie de la voïvodie de Lubusz dans l'ouest de la Pologne.
Le village est le siège administratif (chef-lieu) de la gmina appelée gmina de Dąbie.
Il se situe à environ 4 kilomètres au sud-est de Krosno Odrzańskie (siège du powiat) et 26 kilomètres à l'ouest de Zielona Góra (siège de la diétine régionale).
Le village compte approximativement une population de 417 habitants.

## Histoire
Avant 1945, ce village était sur le territoire du Royaume de Prusse dans l'arrondissement de Crossen-sur-l'Oder au sein de la province de Brandebourg sous le nom de Gersdorf.
De 1975 à 1998, le village appartenait administrativement à la voïvodie de Zielona Góra.

Depuis 1999, il appartient administrativement à la voïvodie de Lubusz